# Falk von Gagern
Falk Freiherr von Gagern (* 23. August 1912 in Briese, Niederschlesien; † 5. Juni 2000 in Wien) war ein österreichischer Autor.

## Leben
Der auf Schloss Briese als Sohn von Friedrich Freiherr von Gagern geborene Geschichts- und Jagdschriftsteller Falk von Gagern war ein Urgroßneffe von Anastasius Grün, ein Urenkel von Max Ludwig Freiherr von Gagern. Zu seinen weiteren Vorfahren zählen auch Heinrich von Gagern, Präsident der Nationalversammlung von 1848 in der Paulskirche. 
Mütterlicherseits entstammt Gagern der Adelsfamilie Kospoth aus Thüringen.
Seine Jugend verbrachte Gagern in Schlesien und besuchte die Ritterakademie in Liegnitz.

## Werke (Auswahl)
- Tire haut (Alexander zu Hohenlohe und Falk von Gagern). Verlag Paul Parey, Hamburg & Berlin 1961
- Mokric. Die Heimat von Friedrich von Gagern. Verlag Paul Parey, Hamburg/Berlin 1962. ISBN 978-3490095114
- Das Jahrbuch des Jägers. Die europäische Jagdchronik. Das Bergland-Buch, Salzburg/Stuttgart 1962
- Das Jahrbuch des Jägers. Die europäische Jagdchronik. Band II. Das Bergland-Buch, Salzburg/Stuttgart 1963
- Gunst der Stunde. Erzählungen um die Jagd. Verlag Paul Parey, Hamburg & Berlin 1965